# Christiane Charlotte von Württemberg-Winnental

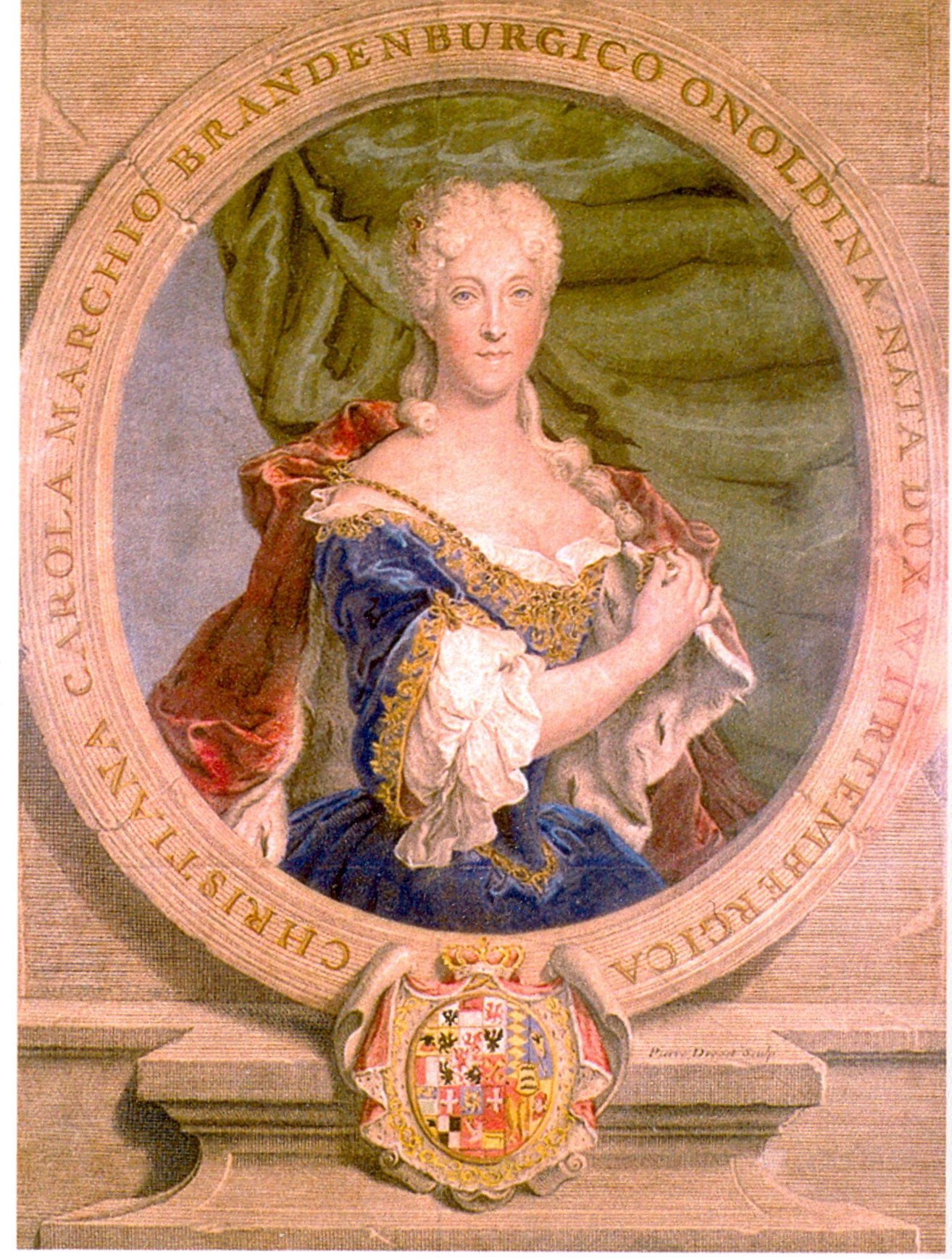
Kolorierter Kupferstich von Pierre Drevet

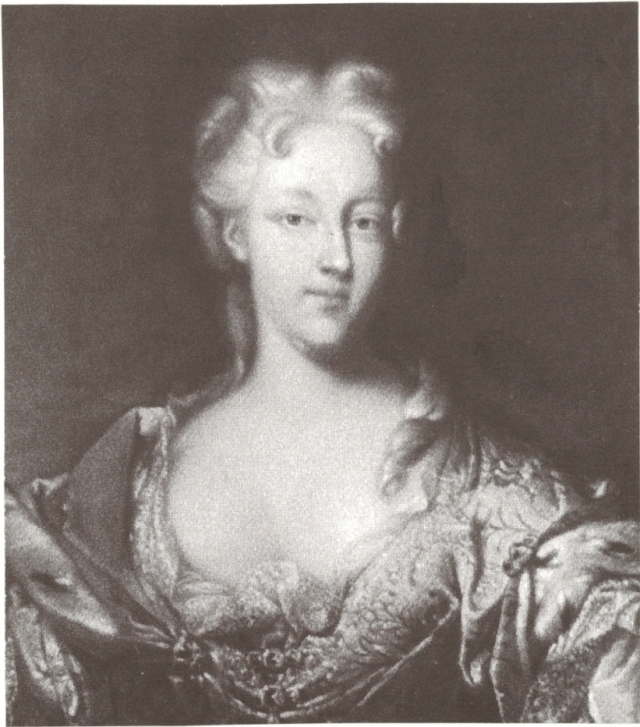
Christiane Charlotte von Württemberg-Winnental

Christiane Charlotte von Württemberg-Winnental (* 20. August 1694 in Kirchheim unter Teck; † 25. Dezember 1729 in Ansbach) war eine Prinzessin aus der Linie Württemberg-Winnental sowie durch Heirat Markgräfin und nach dem Tode ihres Gemahls 1723 bis 1729 Regentin des Fürstentums Ansbach.

## Leben
Christiane Charlotte stammte aus der Ehe des württembergischen Herzogs Friedrich Karl aus der Linie Württemberg-Winnental mit Eleonore Juliane von Brandenburg-Ansbach, einer Tochter des Ansbacher Markgrafen Albrecht II. Ihre Jugendjahre verbrachte sie im Schloss Winnental in Winnenden. Da ihr Vater 1698 verstorben war, nahm sich Johann Osiander ihrer Erziehung an.
Sie heiratete am 28. August 1709 in Stuttgart ihren Cousin, den Ansbacher Markgrafen Wilhelm Friedrich aus dem Hause der Hohenzollern. In der Folgezeit engagierte sie sich für die Förderung von Gewerbe (etwa der im September 1709 gegründeten Fayence-Manufaktur von Wasenmühle) und Bauwesen (Umgestaltung der fürstlichen Residenz). Ihr erstes Kind war Karl Wilhelm Friedrich (1712–1757), gefolgt von den weiteren früh verstorbenen Kindern Eleonore (1713–1714) und Friedrich Karl (1715–1716). Sie gilt auch als Impulsgeberin für die Stiftung der öffentlichen Schlossbibliothek von Ansbach im Jahr 1720, welche nach ihrem Tod auch ihre privaten Buchbestände erhielt.
Nach dem Tod ihres Mannes im Jahr 1723 übernahm sie bis zur Volljährigkeit ihres ältesten Sohnes als „Obervormunderin und Landesregentin“ die Regentschaft über das Fürstentum. Als Regentin führte sie mehrere große Bauvorhaben durch und engagierte sich für Kunst, Wissenschaft und Soziales. So unterstützte sie z. B. den Bau des Ansbacher Witwenhauses für sozial benachteiligte Frauen. Die finanziellen Mittel hierfür stiftete ihre Oberhofmeisterin Maria Barbara von Neuhaus. Das Schloss Bruckberg (erworben 1715, Neubau ab 1727) gilt als „Erziehungsstätte“ ihres Sohnes. Durch ihre Bauvorhaben setzte sie die Schuldenpolitik der Vorgänger fort: 1725 setzte sie den Ausbau der Residenz fort, ergänzt um die Orangerie 1726. Ihre Pläne für eine Universität in Ansbach konnte sie nicht mehr verwirklichen, da sie 1727 schwer erkrankte.
Sie arrangierte in ihrer Zeit als Regentin außerdem die Ausbildung ihres Sohnes, um ihn auf die Regierungsübernahme vorzubereiten: Seine Reisen führten ihn nach Holland, Berlin und Frankreich; 1726 ließ sie ihn mit Friederike Luise von Preußen verloben. Todkrank ließ sie ihrem frisch vermählten Sohn zum 1. Juli 1729 die Regierungsgewalt übertragen. Ihr Sarg befindet sich heute in der Grablege der Markgrafen in der Kirche St. Gumbertus in Ansbach.